# هولی کول (آلبوم)
«هولی کول» آلبومی از هنرمند اهل کانادا هولی کول است که در سال ۲۰۰۷ میلادی منتشر شد.